# Slovenska nacionalna stranka
Slovinská národní strana (Slovenska Nacionalna Stranka, SNS) je slovinská nacionalistická politická strana.

## Vývoj strany

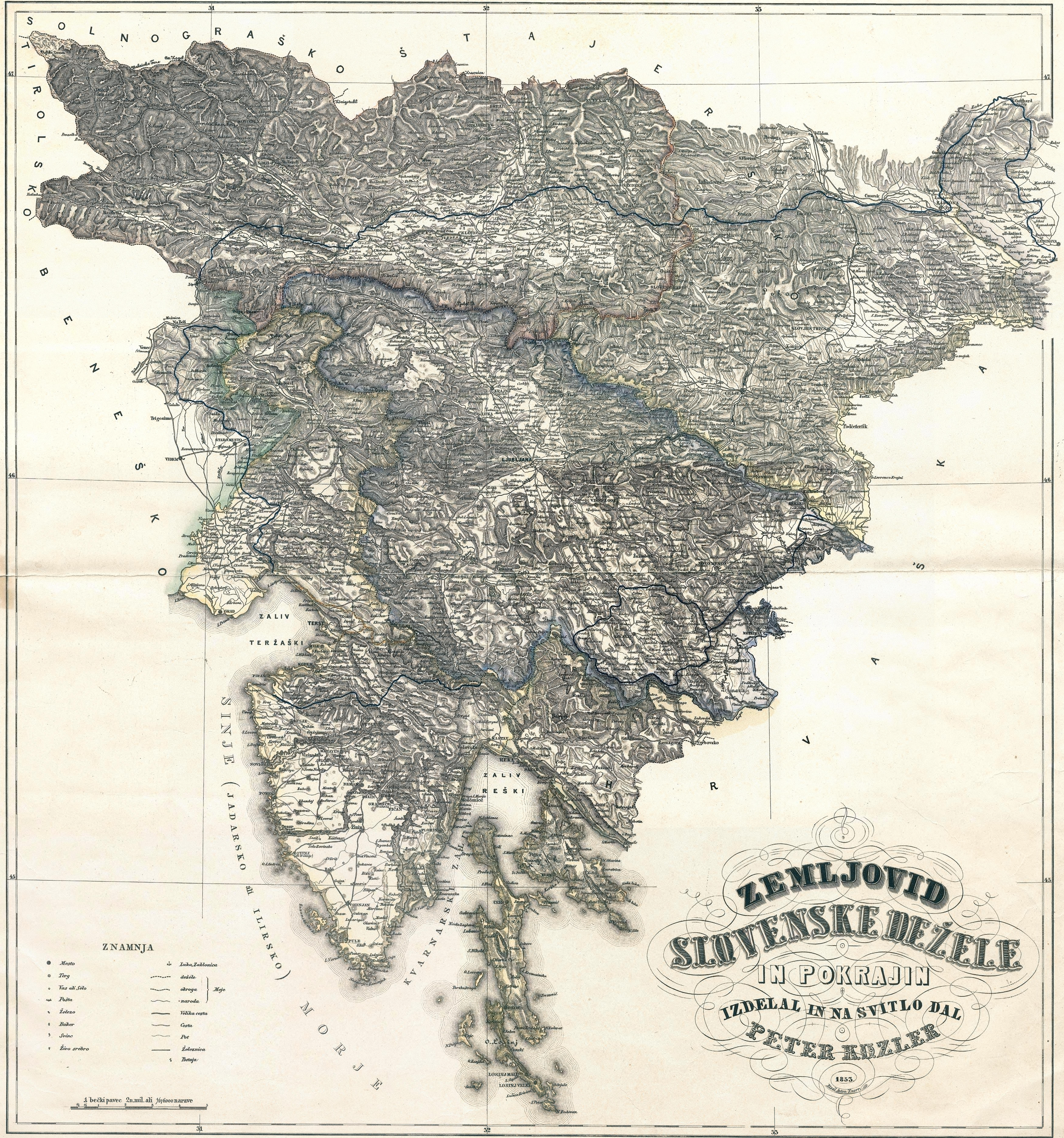
Mapa Spojeného Slovinska

Strana byla založena v roce 1991 a již od svého počátku se vymezuje proti přistěhovalcům z ostatních republik bývalé Jugoslávie. V současnosti je nejostřejší kurz proti Chorvatům, což je důsledek dlouhodobých hraničních sporů. Předseda SNS Jelinčič dokonce přišel s návrhem, aby byly do vyřešení sporu uzavřeny všechny hraniční přechody kromě dvou pro obchod. Jelinčič se však na druhé straně zasazuje o zlepšení vztahů se Srbskem, což se promítlo i do negativního stanoviska k nezávislosti Kosova. SNS volá po zlepšení zacházení se slovinskou menšinou v Itálii, Maďarsku a Rakousku.
V konfliktní linii se strana vymezuje také proti církvi. Představitelé SNS jsou často obviňováni ze šovinismu, a dokonce i z rasistických postojů k některým menšinám. Strana důrazně odmítá práva homosexuálů. Několik poslanců strany včetně bývalého místopředsedy SNS opakovaně veřejně pronáší homofobní poznámky.
Strana byla založena 17. března 1991 a od jejího vzniku má na ni silný vliv předseda Zmago Jelinčič Plemeniti, který velebí srbskou činnost v období národněosvobozeneckého boje a roli maršála Tita. Strana však v průběhu let prodělala několik vnitřních rozkolů provázenými odchodem některých svých i významných členů. V některých případech však názory předsedy nesdílejí ani poslanci SNS.
Podporu má strana voličů, kterým se stýská po komunistické éře, i voličů středových, a to převážně mladých. Strana obhajuje státní intervencionalismus v hospodářství, přísná hospodářská pravidla, rozvoj základních a aplikovaných věd, občanskou výchovu na veřejných školách. Strana volá také po změně vlajky a státního znaku, reformě soudního systému a vystoupení z euroatlantických struktur.
Ve druhých svobodných volbách získala SNS přes deset procent hlasů. Podpora strany klesá, v posledních volbách získala jen 5,4 %.
Jedním ze symbolů strany je i mapa z devatenáctého století vyobrazující Spojené Slovinsko.

## Zástupci strany

### Předsedové
- Zmago Jelinčič Plemeniti (od 1991)